# Wahlkreis Hohenzollern
Der Wahlkreis Hohenzollern (Wahlkreis Sigmaringen) war ein Wahlkreis für die Wahl des Preußischen Abgeordnetenhauses.

## Beschreibung
Der Wahlkreis Hohenzollern war der einzige Wahlkreis im Regierungsbezirk Sigmaringen. Er wurde nach der Eingliederung der Hohenzollernschen Lande nach Preußen eingerichtet und umfasste die Oberåmter Hechingen, Haigerloch, Sigmaringen, Gammertingen, Wald, Trochtelfingen und Ostrach sowie die außerhalb der Hohenzollernschen Lande und damit auch außerhalb Preußens liegende Garnison von Rastatt. In diesem Wahlkreis wurden zwei Abgeordnete gewählt. Wahlort war Gammertingen.
Berufszugehörigkeit der Männer:
| Jahr | Landwirtschaft | Industrie und Gewerbe | Dienstleistungen und Verwaltung | Zahl Urwähler |
| ---- | -------------- | --------------------- | ------------------------------- | ------------- |
| 1882 | 61, %          | 26,5 %                | 4,6 %                           | 20.102        |
| 1907 | 55,4 %         | 28,4 %                | 5,7 %                           | 21.940        |

Konfessionsstruktur
| Jahr | evangelisch | katholisch | Bevölkerungszahl |
| ---- | ----------- | ---------- | ---------------- |
| 1882 | 3,3 %       | 95,4 %     | 67624            |
| 1907 | 4,5 %       | 94,9 %     | 68.231           |

Der Wahlkreis war in der Reichsgründungszeit fest in der Hand der Rechtsliberalen. In der Zeit des Kulturkampfs war er zwischen Nationalliberalen und Zentrum heftig umstritten. Seit 1879 gehörte er zu den Parteihochburgen des Zentrums.

## Abgeordnete
Erster Abgeordneter:
| Legislaturperiode                          | Abgeordneter                                | Partei                      | Bild |
| ------------------------------------------ | ------------------------------------------- | --------------------------- | ---- |
| 1851–1852                                  | Johann Baptist Bayl                         | Rechte                      |      |
| 1852/53, Mandat am 27.2. 1852 niedergelegt | Anton Sallwürk von Wenzelstein              |                             |      |
| 1852–1855                                  | Carl Xaver Dopfer                           | von Vincke                  |      |
| 1852–1861                                  | Heinrich Karl                               | Katholisch/Zentrum          |      |
| 1855–1859                                  | Wilhelm Frank von Fürstenwerth              | Fraktionslos                |      |
| 1862                                       | Johann Schanz                               | Rechte/Grabow               |      |
| 1860–1866                                  | Carl Xaver Dopfer                           | Linkes Centrum              |      |
| 1862–1866                                  | Ferdinand Riefenstahl                       | Deutsche Fortschrittspartei |      |
| 1866/67                                    | Fidelis Graf                                | Zentrum                     |      |
| 1866/67                                    | Johann Schanz                               | Fortschritt                 |      |
| 1867–4. August 1869                        | Fridolin Eisele                             | Altliberal                  |      |
| 1867–1873                                  | August Evelt                                | Altliberal, ab 1870 NLP     |      |
| 1869                                       | Wilhelm Freiherr von Frank von Fürstenwerth | Rechte                      |      |
| 1870–23. März 1872                         | Fridolin Eisele                             | NLP                         |      |
| 19. Juni 1872–1873                         | Julius Cramer                               | NLP                         |      |
| 1873–30. April 1875                        | Joseph Schmid                               | Zentrum                     |      |
| 1873–30. April 1875                        | Adolf von Kleinsorgen                       | Zentrum                     |      |
| 1875                                       | August Evelt                                | NLP                         |      |
| 1875                                       | Julius Cramer                               | NLP                         |      |
| 1876–1882                                  | Joseph Schmid                               | Zentrum                     |      |
| 1876–Oktober 1884                          | Johann Evangelist Maier                     | Zentrum                     |      |
| 1882–1893                                  | Fidelis Graf                                | Zentrum                     |      |
| Oktober 1884–1893                          | Joseph Schmid                               | Zentrum                     |      |
| 1893–1905                                  | Adolf Hodler                                | Zentrum                     |      |
| 1893–1905                                  | Lambert Bumiller                            | Zentrum                     |      |
| 1905–1913                                  | Emil Belzer                                 | Zentrum                     |      |
| 1905–1908                                  | Adolf Rösch                                 | Zentrum                     |      |
| 1908–1918                                  | Camillo Brandhuber                          | Zentrum                     |      |
| 1913–1918                                  | Hermann Eger                                | Zentrum                     |      |

## Wahlen

### Wahl 1867
Die allgemeine Wahl für die 10. Legislaturperiode fand am 30. Oktober statt, die Wahl der Abgeordneten durch die Wahlmänner am 17. November 1867. 241 Wahlmänner wurden gewählt, von denen 241 stimmberechtigt waren. Bei der Abgeordnetenwahl des ersten Abgeordneten waren 170 Wahlmänner (70,5 %) anwesend. 138 Wahlmänner (81,2 %) stimmten davon für Eisele (NLP), daneben erhielt auch ein Kandidat des Freisinn Stimmen.  Bei der Abgeordnetenwahl des zweiten  Abgeordneten waren 172 Wahlmänner (71,4 %) anwesend. 149 Wahlmänner (86,6 %) stimmten davon für Evelt (NLP), daneben erhielt auch ein Kandidat des Freisinn Stimmen.

### Ersatzwahl 1868
Fridolin Eisele schied am 4. August 1869 aus und es kam zu einer Ersatzwahl am 27. Oktober 1868. 97 Wahlmänner (40,2 %) waren anwesend. 93 Wahlmänner (95,9 %) stimmten für Fridolin Eisele, 4 Wahlmänner (4,1 %) für Fidelis Graf.

### Ersatzwahl 1869
Fridolin Eisele schied am 4. August 1869 aus und es kam zu einer Ersatzwahl am 28. Oktober 1869. 101 Wahlmänner (41,9 %) waren anwesend. 67 Wahlmänner (66,3 %) stimmten für Regierungsrat Wilhelm Freiherr von Frank von Fürstenwerth (R), 30 Wahlmänner (29,7 %) für Fidelis Graf und 4 (4,0 %) für Regierungsrat Gersdorf.

### Wahl 1870
Die allgemeine Wahl für die 11. Legislaturperiode fand am 9. November statt, die Wahl der Abgeordneten durch die Wahlmänner am 16. November 1870. 239 Wahlmänner wurden gewählt, von denen 239 stimmberechtigt waren. Bei der Abgeordnetenwahl des ersten Abgeordneten waren 153 Wahlmänner (64,0 %) anwesend. 140 Wahlmänner (91,5 %) stimmten davon für August Evelt (NLP) und 13 Wahlmänner (8,5 %) für Fidelis Graf (Freisinn).  Bei der Abgeordnetenwahl des zweiten  Abgeordneten waren 147 Wahlmänner (61,5 %) anwesend. 141 Wahlmänner (95,9 %) stimmten davon für Fridolin Eisele (NLP) und 6 Wahlmänner (4,1 %) für Fidelis Graf (Freisinn).

### Ersatzwahl 1872
Fridolin Eisele schied am 23. März 1872 aus und es kam zu einer Ersatzwahl am 19. Juni 1872. 123 Wahlmänner (51,5 %) waren anwesend. 82 Wahlmänner (66,7 %) stimmten für Julius Cramer, 41 Wahlmänner (33,3 %) für einen Zentrumskandidaten.

### Wahl 1873
Die allgemeine Wahl für die 12. Legislaturperiode fand am 28. Oktober statt, die Wahl der Abgeordneten durch die Wahlmänner am 4. November 1873. 232 Wahlmänner wurden gewählt, von denen 232 stimmberechtigt waren. Bei der Abgeordnetenwahl des ersten Abgeordneten waren 220 Wahlmänner (97,8 %) anwesend. 133 Wahlmänner (60,5 %) stimmten davon für Joseph Schmid (Zentrum) und 87 Wahlmänner (39,5 %) für Julius Cramer (NLP).  Bei der Abgeordnetenwahl des zweiten  Abgeordneten waren 223 Wahlmänner (99,1 %) anwesend. 135 Wahlmänner (60,5 %) stimmten davon für Adolf von Kleinsorgen (Zentrum) und 88 Wahlmänner (39,5 %) für August Evelt (NLP).

### Ersatzwahl 1875
Beide Mandate wurden am 30. April 1875 für ungültig erklärt. Entsprechend kam es am 26. Oktober 1875 zu einer Ersatzwahl. Bei der Abgeordnetenwahl waren 218 Wahlmänner (98,2 %) anwesend. 115 Wahlmänner (52,8 %) stimmten davon für August Evelt (NLP) und 103 Wahlmänner (47,2 %) für Joseph Schmid (Zentrum). Bei der Wahl des zweiten Abgeordneten stimmten 115 Wahlmänner (52,8 %) für Julius Cramer (NLP) und 103 Wahlmänner (47,2 %) für den Kreisrichter Adolf von Kleinsorgen (Zentrum).

### Wahl 1876
Die allgemeine Wahl für die 13. Legislaturperiode fand am 20. Oktober statt, die Wahl der Abgeordneten durch die Wahlmänner am 27. Oktober 1876. 235 Wahlmänner wurden gewählt, von denen 235 stimmberechtigt waren. Bei der Abgeordnetenwahl waren 229 Wahlmänner (97,4 %) anwesend. 130 Wahlmänner (56,8 %) stimmten davon für Joseph Schmid (Zentrum) und 99 Wahlmänner (43,2 %) für den Kreisgerichtsdirektor August Evelt (NLP). Bei der Wahl des zweiten Abgeordneten stimmten 130 Wahlmänner (56,8 %) für Johann Evangelist Maier (Zentrum) und 99 Wahlmänner (43,2 %) für den Kreisgerichtsrat Melchers (NLP).

### Wahl 1879
Die allgemeine Wahl für die 14. Legislaturperiode fand am 30. September statt, die Wahl der Abgeordneten durch die Wahlmänner am 7. Oktober 1879. 218 Wahlmänner wurden gewählt, von denen 218 stimmberechtigt waren. Bei der Abgeordnetenwahl waren 205 Wahlmänner (94,5 %) anwesend. 205 Wahlmänner (100,0 %) stimmten davon für Johann Evangelist Maier und 205 Wahlmänner (100,0 %) für Fidelis Graf. Gegenkandidaten wurden nicht aufgestellt.

### Wahl 1882
Die allgemeine Wahl für die 15. Legislaturperiode fand am 19. Oktober statt, die Wahl der Abgeordneten durch die Wahlmänner am 29. Oktober 1882. 241 Wahlmänner wurden gewählt, von denen 241 stimmberechtigt waren. Bei der Abgeordnetenwahl waren 181 Wahlmänner (75,1 %) anwesend. 181 Wahlmänner (100,0 %) stimmten davon für Johann Evangelist Maier und 181 Wahlmänner (100,0 %) für Fidelis Graf. Gegenkandidaten wurden nicht aufgestellt.

### Ersatzwahl 1885
Johann Evangelist Maier schied im Oktober 1884 aus. Entsprechend kam es am 3. Januar 1885 zu einer Ersatzwahl. Bei der Abgeordnetenwahl waren 116 Wahlmänner (47,3 %) anwesend. 114 Wahlmänner (98,3 %) stimmten davon für Joseph Schmid. Gegenkandidaten wurden nicht aufgestellt.

### Wahl 1885
Die allgemeine Wahl für die 16. Legislaturperiode fand am 29. Oktober statt, die Wahl der Abgeordneten durch die Wahlmänner am 15. November 1885. 233 Wahlmänner wurden gewählt, von denen 233 stimmberechtigt waren. Bei der Abgeordnetenwahl waren 188 Wahlmänner (80,7 %) anwesend. 187 Wahlmänner (99,5 %) stimmten davon für Fidelis Graf und 187 Wahlmänner (99,5 %) für Joseph Schmid. Gegenkandidaten wurden nicht aufgestellt.

### Wahl 1888
Die allgemeine Wahl für die 17. Legislaturperiode fand am 30. Oktober statt, die Wahl der Abgeordneten durch die Wahlmänner am 6. November 1888. 232 Wahlmänner wurden gewählt, von denen 232 stimmberechtigt waren. Bei der Abgeordnetenwahl waren 199 Wahlmänner (85,8 %) anwesend. 198 Wahlmänner (99,5 %) stimmten davon für Fidelis Graf und 198 Wahlmänner (99,5 %) für Joseph Schmid. Gegenkandidaten wurden nicht aufgestellt.

### Wahl 1893
Die allgemeine Wahl für die 18. Legislaturperiode fand am 31. Oktober statt, die Wahl der Abgeordneten durch die Wahlmänner am 7. November 1893. 230 Wahlmänner wurden gewählt, von denen 229 stimmberechtigt waren. Bei der Abgeordnetenwahl waren 193 Wahlmänner (84,3 %) anwesend. 193 Wahlmänner (100,0 %) stimmten davon für Lambert Bumiller und 193 Wahlmänner (100,0 %) für Adolf Hodler. Gegenkandidaten wurden nicht aufgestellt.

### Wahl 1898
Die allgemeine Wahl für die 19. Legislaturperiode fand am 27. Oktober statt, die Wahl der Abgeordneten durch die Wahlmänner am 13. November 1898. 221 Wahlmänner wurden gewählt, von denen 221 stimmberechtigt waren. Bei der Abgeordnetenwahl waren 210 Wahlmänner (95,0 %) anwesend. 210 Wahlmänner (100,0 %) stimmten davon für Lambert Bumiller und 209 Wahlmänner (99,5 %) für Adolf Hodler. Gegenkandidaten wurden nicht aufgestellt.

### Wahl 1903
Die allgemeine Wahl für die 20. Legislaturperiode fand am 12. November statt, die Wahl der Abgeordneten durch die Wahlmänner am 20. November 1903. 246 Wahlmänner wurden gewählt, von denen 245 stimmberechtigt waren. Bei der Abgeordnetenwahl waren 225 Wahlmänner (91,8 %) anwesend. 221 Wahlmänner (91,8 %) stimmten davon für Lambert Bumiller und 221 Wahlmänner (91,8 %) für Adolf Hodler. Gegenkandidaten wurden nicht aufgestellt.

### Ersatzwahl 1906
Lambert Bumiller war zum 16. Dezember 1905 ausgeschieden, Adolf Hodler am 7. Dezember 1905 gestorben. Daher kam es am 30. Januar 1906 zu einer Ersatzwahl für beide Mandate. 241 Wahlmänner waren stimmberechtigt. Jeweils 188 Wahlmänner (78,0 %) stimmten davon für Emil Belzer und für Adolf Rösch. Gegenkandidaten wurden nicht aufgestellt.

### Wahl 1908
Die allgemeine Wahl für die 21. Legislaturperiode fand am 3. Juni statt, die Wahl der Abgeordneten durch die Wahlmänner am 16. Juni 1908. 256 Wahlmänner wurden gewählt, von denen 256 stimmberechtigt waren. Bei der Abgeordnetenwahl waren 239 Wahlmänner (93,4 %) anwesend, darunter 208 Wahlmänner (87,0 %) des Zentrums, und 31 Wahlmänner (13,0 %) der NLP. Die Wahlmänner wählten als ersten Abgeordneten Emil Belzer mit allen Stimmen des Zentrums gegen Vitus Mauz, den Bürgermeister von Burladingen als NLP-Kandidaten. Als zweiter Abgeordneter setzte sich Camillo Brandhuber mit 208 zu 31 Stimmen gegen den Oberamtmann des Oberamtes Haigerloch Heinrich von Schulz durch.

### Wahl 1913
Die allgemeine Wahl für die 22. Legislaturperiode fand am 16. Mai statt, die Wahl der Abgeordneten durch die Wahlmänner am 3. Juni 1913. 259 Wahlmänner wurden gewählt, von denen 257 stimmberechtigt waren. Für das Zentrum stimmten in den Urwahlen 95,3 % der Wähler, das Zentrum hatte damit 245 Wahlmänner. Jeweils 243 Wahlmänner (99,2 %) stimmten davon für Camillo Brandhuber und für Hermann Eger. Gegenkandidaten wurden nicht aufgestellt.